# Emil Puni
Emil Puni (n. 1916, Meneșul de Câmpie, comitatul Mureș-Turda — d. 4 martie 2008, Deva) a fost membru al Ordinului iezuit și superiorul provincial al iezuiților din România între anii 1967–1995.

## Biografie

Biserica greco-catolică din Deva

Emil Puni s-a născut în anul 1916, în localitatea Meneșul de Câmpie, azi Herghelia, de lângă Târgu Mureș. Emil Puni a intrat în noviciatul Societății lui Isus în anul 1936, la Totești, județul Hunedoara (interbelic), după care a petrecut opt ani în Țările de Jos studiind filozofia și teologia (1938–1945), unde a fost hirotonit preot pe 28 martie 1943. Acest stagiu este urmat de o perioadă de formare spirituală petrecută în Belgia (1946), urmată de un alt stagiu de activitate pastorală în Italia, la Roma (1947).
S-a întors în țară la sfârșitul anului 1947, în comunitatea iezuiților din București, unde a primit ca misiune predarea religiei într-un liceu de elevi greco-catolici.  Odată cu desființarea Bisericii Române Unite și a ordinelor religioase, neacceptând să renunțe la credința sa și la legătura cu Biserica Catolică, a fost arestat și închis vreme de mai bine de cinci ani, pe care i-a petrecut în mare parte în munci silnice la canalul Dunării. Ieșit din închisoare, după o perioadă petrecută la Meneșul de Câmpie, a fost nevoit să îndeplinească diferite munci pentru a se putea întreține. A devenit, rând pe rând: ajutor într-o echipă de topografi, brancardier la ambulanța spitalului din Deva și telefonist la același spital (stabilindu-se în cele din urmă în municipiul Deva).
La data de 22 aprilie 1958 a fost desemnat în clandestinitate vice-provincial al iezuiților, iar din 1967 a fost numit Superior Provincial al Societății lui Isus din România, responsabilitate asumată până în septembrie 1995.
După 1995 a continuat să ocupe funcția de vicar episcopal în Dieceza de Lugoj. Împreună cu dr. Eugen Lupu și cu alți medici a fondat Asociația medicilor catolici din România și a fost promotor al înființării Conferinței Superiorilor Majori ai Institutelor Religioase și al restabilirii Apostolatul rugăciunii, iar pentru o scurtă perioadă a condus Seminarul major din Blaj.
La diversele misiuni îndeplinite în calitate de Superior Provincial al Societății lui Isus din România, se adaugă construirea bisericii greco-catolice „Immaculata” din Deva, care a fost sfințită pe 28 septembrie 2002.
A murit în noaptea dintre 4 și 5 martie 2008, la Deva, în vârstă de 92 de ani, în aceeași zi în care la Roma se încheiau lucrările celei de-a XXXV-a Congregații Generale a Societății lui Isus. A fost înmormântat, pe 8 martie, lângă biserica al cărei ctitor a fost.